# Anna Bosch
Anna Bosch (Barcelona, 1963) és una periodista internacional coneguda per la seva tasca com a reportera corresponsal a Televisió Espanyola (TVE). El 2013 va obtenir el Premi de Periodisme Salvador de Madariaga, atorgat per l'Associació de Periodistes Europeus, en la categoria de televisió. I al 2020, el Premi Ernest Udinaa la trajectòria europeista, atorgat per l'Associació de Periodistes Europeus de Catalunya.
Bosch va iniciar la seva carrera a periodística en el món de la ràdio, primer a Antena3 Radio, després a la Cadena 13 i després a Cadena SER Barcelona. De 1992 a 1994 va formar part de l'equip que va posar en marxa la cadena d'informació paneuropea Euronews, amb seu a Lió (França). Especialitzada en periodisme internacional, ha exercit de corresponsal per TVE a Moscou, Washington i Londres, i d'enviada especial per cobrir esdeveniments arreu del món, com l'enfonsament del submarí Kursk l'any 2000, la segona guerra de Txetxenia, l'elecció de Barack Obama el 2008, l'elecció de Donald Trump el 2016, i el casament de Guillem d'Anglaterra i Catalina.
És coautora del llibre "Europa soy yo" Arxivat 2020-10-20 a Wayback Machine. junt amb el periodista Pablo R. Suanzes, editat per la Revista 5W dins de la col·lecció Voces 5W.